# Zwałka Dąbrowicka
Zwałka Dąbrowicka – sztuczne wzniesienie  (hałda pogórnicza) znajdujące się w pobliżu miejscowości Siedleszczany, Suchorzów oraz Dąbrowica w gminie Baranów Sandomierski i miejscowości Chmielów w gminie Nowa Dęba. Wzniesienie w najwyższym punkcie znajduje się 217 metrów nad poziomem morza i ma około 60 metrów wysokości względnej.

## Opis
Zwałka Dąbrowicka powstawała w latach 1964–1998, jej obecna powierzchnia wynosi około 880 ha. Wzniesienie powstało z ziemi wykopanej w machowskiej kopalni siarki. Prace rekultywacyjne na wzniesieniu rozpoczęły się w 1977 roku. Na Zwałce znajduje się kilka niedużych oczek wodnych, dużą powierzchnię zajmują także lasy. Na Zwałce można zobaczyć wiele gatunków roślin i zwierząt. Wzniesienie zamieszkują stada saren, polnych myszy, zajęcy, rybitw i dzikiego ptactwa; w oczkach wodnych występują ryby. Przez krótki czas na jednym ze zboczy Zwałki (w Siedleszczanach) znajdował się stok narciarski z wyciągiem narciarskim, na wzniesieniu znajduje się obiekt radiolokacyjny Polskiej Agencji Żeglugi Powietrznej oraz ścieżki służące do uprawiania nordic walkingu.